# Eliane Guimarães
Eliane Parreira Guimarães é a segunda mineira eleita Miss Brasil. Foi coroada no concurso realizado em 1971 no Rio de Janeiro, então capital da Guanabara. É a nona mulher da Região Sudeste do Brasil a vencer o concurso nacional.
No concurso de Miss Minas Gerais, onde conseguiu o direito de ir ao concurso nacional, Eliane representou sua cidade natal, Mariana.
No Miss Universo, realizado nesse ano em Miami Beach, Flórida (Estados Unidos), foi a quinta colocada. Ainda ficou entre os dez melhores trajes de banho.